# 31.ª Cumbre del G8

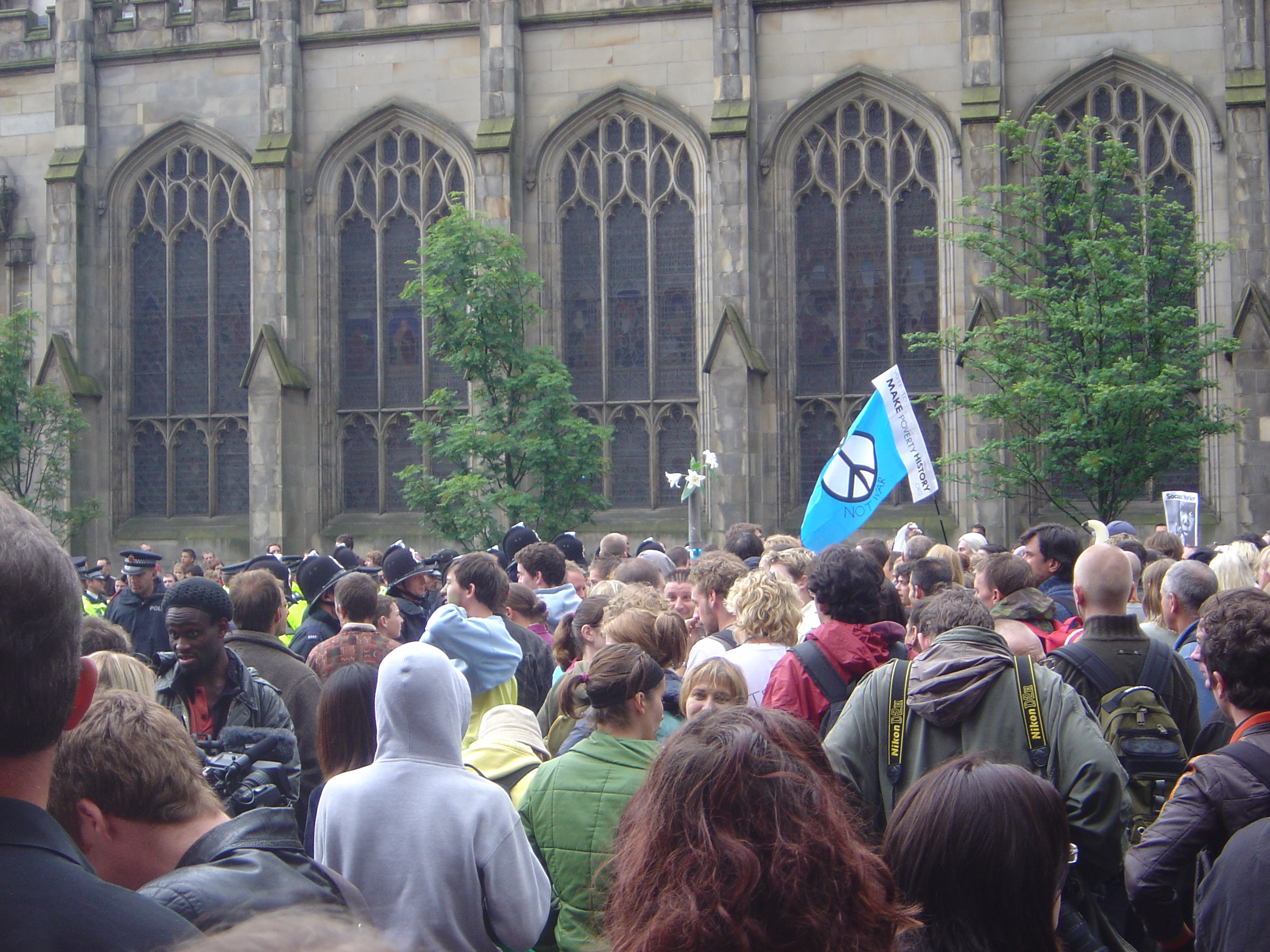
Protestas en la ciudad de Edimburgo.

La 31ª cumbre del G-8 se celebró del 6 al 8 de julio de 2005, en el hotel Gleneagles de Perthshire (Escocia), teniendo como anfitrión al primer ministro británico, Tony Blair.
Como anfitrión, el Reino Unido decidió enfocar este encuentro del G8 en los asuntos del cambio climático global y la falta de desarrollo económico en África. Otro asunto anunciado en la agenda fue la lucha contra el terrorismo en el medio oriente.
La cumbre se vio ensombrecida por los ataques terroristas en Londres el segundo día de la conferencia.
Fue una de las cumbres más conocidas porque en los días de la cumbre se celebró el Recital Live 8

## Prioridades
Tradicionalmente la junta del país anfitrión de los G8 organiza la agenda de negociaciones, esta reunión toma lugar entre servidores públicos semanas antes de la cumbre, esta reunión lleva a una declaración conjunta que todos los países aceptan y firman. Para la cumbre del 2005, el gobierno Británico estableció las prioridades para ayudar al desarrollo económico de África (acordando eliminar las deudas de los países más pobres, y para incrementar significativamente la ayuda) y para impulsar iniciativas para la investigación y combate del calentamiento global. Tony Blair había planeado ampliar el Protocolo de Kioto viendo como incluir países en desarrollo claves (India, China, México, Brasil y Sudáfrica) que no estaban incluidos en él, principalmente acordando transferencia de tecnología de energía limpia a cambio de la reducción de gases de efecto invernadero. Sin embargo, a causa de los ataques terroristas en Londres el 7 de julio, se tuvo que prestar mayor atención a la lucha contra el terrorismo.